# Dynastia Pahlawich
Dynastia Pahlawich (pers. سلسله پهلوی) – ostatnia dynastia perska, panująca w Iranie w latach 1925–1979. Jej założyciel, Reza Szah Pahlawi, obalił zasiadający wcześniej na perskim tronie ród Kadżarów. W 1941 roku przekazał władzę synowi Mohammadowi Rezie Pahlawiemu. W 1967 roku szach koronował na władczynię (szachbanu) swoją małżonkę Farah Pahlawi, która od tego czasu panowała w Persji u jego boku. W czasie rządów dynastii nastąpiło zbliżenie Iranu z Zachodem, zapoczątkowano w tym kraju też głębokie przemiany polityczne i społeczne, cofnięte później w wyniku irańskiej rewolucji islamskiej.
Dynastia Pahlawich została odsunięta od władzy w 1979 roku przez islamskich fundamentalistów pod wodzą ajatollaha Ruhollaha Chomeiniego. Ostatni szach Mohammad Reza Pahlawi zmarł na emigracji w Egipcie. Po jego śmierci pretendentem do tronu ogłosił się jego najstarszy syn Cyrus Reza Pahlawi. Żona ostatniego szacha Farah Pahlawi wraz ze swym synem Cyrusem i jego rodziną mieszkają w Potomac w stanie Maryland w USA.

## Władcy z dynastii Pahlawi

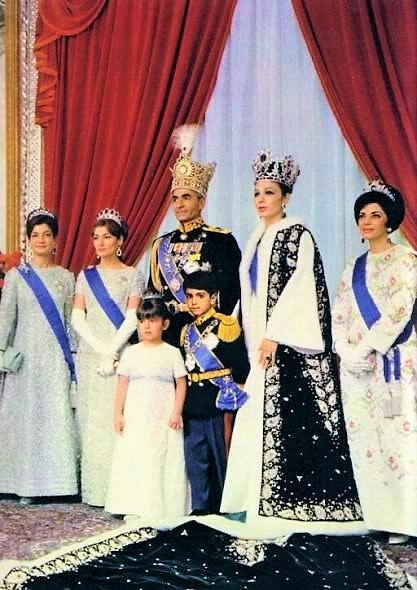
Oficjalne zdjęcie rodziny cesarskiej w dniu koronacji szacha 26 października 1967

- Reza Szah Pahlawi (1925–1941)
- Mohammad Reza Pahlawi (1941–1979)

## Lista sukcesji do tronu irańskiego
- Cyrus Reza Pahlawi, syn ostatniego szacha i głowa rodu Pahlawich
  - Noor, córka księcia Cyrusa
  - Iman, córka księcia Cyrusa
  - Farah, córka księcia Cyrusa
  - Iranya Leila, córka księcia Alego Rezy II